# Palacio de Mugnos
El Palacio Mugnos o Palacio Vassallo es un Palacio de Licodia Eubea. Está situado en via Mugnos, cerca de la iglesia madre de Santa Margherita. 

## Historia
El edificio data del siglo XVIII y perteneció a la familia Vassallo de la que también toma uno de sus dos nombres. Anteriormente también perteneció a la familia Mugnos, estrechos colaboradores de los Santapau. El edificio se caracteriza por un gran patio interior y una fachada de estilo barroco siciliano tardío. De hecho, la fachada está decorada con típicas máscaras barrocas sicilianas y con el escudo de los Vassallo colocado en el portal central. La fachada principal se compone de un gran acceso al patio interior y dos accesos más pequeños. Sobre las tres entradas hay tres balcones colocados simétricamente. Hoy en día la parte del palacio que da a la calle Mugnos pertenece al municipio de Licodia Eubea.